# ショムニ (テレビドラマ)
『ショムニ』は、1998年からフジテレビ系で放送されたテレビドラマシリーズ。原作は安田弘之作の同名コミック『ショムニ』。ドラマが始まった同年に高島礼子主演で映画化もされた。原作と映画については『ショムニ』を参照のこと。ここでは、江角マキコ主演のテレビドラマの『ショムニ』のみを扱う。

## 放送概要
連続ドラマのスタートは1998年4月15日。放送が始まるや否や高視聴率を獲得し、世間の話題をさらった。同年10月7日には2時間のスペシャル第1弾、2000年1月2日（正月）には「新春ドラマスペシャル」としてスペシャル第2弾が放送された。
また、同年4月12日からは連続ドラマの第2シリーズが放送、2002年7月3日から最後の連続ドラマとの位置付けをした第3シリーズ（番組タイトルは『ショムニFINAL（ショムニファイナル）』）が放送され、2003年1月1日（正月）に『ショムニFOREVER（ショムニフォーエバー）』としてスペシャル第3弾が放送され一旦完結。
その後、2013年7月10日から江角とFINALから出演している升毅以外の出演者を一新し、第4シリーズ（番組タイトルは『ショムニ2013（ショムニにいまるいちさん）』）が放送された。
名実ともに、江角マキコの代表作となった。

### シリーズ
- ショムニ（第1シリーズ）（1998年4月15日 - 7月1日）
- ショムニスペシャル（第1弾）（1998年10月7日）
- 新春ドラマスペシャル ショムニスペシャル（第2弾）（2000年1月2日）
- ショムニ（第2シリーズ）（2000年4月12日 - 6月28日）
- ショムニFINAL（第3シリーズ）（2002年7月3日 - 9月18日）
- ショムニFOREVER（スペシャル第3弾）（2003年1月1日）
- ショムニ2013（第4シリーズ）（2013年7月10日 - 9月18日）[1]

## あらすじ
都内にある中堅商社「満帆商事株式会社」 で「女子社員の墓場」「会社の掃き溜め」と呼ばれる部署である総務部庶務二課所属の6人のOLの活躍を一話完結形式で描く。彼女らは自らの欲望に忠実に行動しているだけだが、それが結果的に会社にとって良い結果を生むあるいは救ってしまうというのが基本プロット。

## 登場人物

### 総務部庶務二課（通称・ショムニ）
坪井千夏（つぼい ちなつ）
演 - 江角マキコ
本作の主人公でショムニのリーダー的存在。脚立は自分で持つのがモットー。
決まり文句は「女の価値は男の数で決まる」。
丸橋梅（まるはし うめ）
演 - 宝生舞
かなりの頭脳派OL。千夏とは幼馴染み。また、佐和子とは同期入社。
塚原佐和子（つかはら さわこ）
演 - 京野ことみ
パシリOL。梅とは同期入社。
宮下佳奈（みやした かな）
演 - 櫻井淳子
社内一の魔性OL。
徳永あずさ（とくなが あずさ）
演 - 戸田恵子
情報通・仕切り屋のOL。
日向リエ（ひむかい りえ）
演 - 高橋由美子
占い師のOL。
井上洸二（いのうえ こうじ）
演 - 森本レオ
庶務二課長。

#### 第4シリーズ
三波まどか（みなみ まどか）
演 - ベッキー
頭脳明晰なOL。マサチューセッツ工科大学卒業。
円山詩織（まるやま しおり）
演 - 本田翼
元棒高跳び選手のOL。最高記録は4m21。
安倍麗子（あべ れいこ）
演 - 安藤サクラ
鬼門を語るOL。
小島美鈴（こじま みすず）
演 - 森カンナ
魔性系OL。
福田益代（ふくだ ますよ）
演 - 堀内敬子
健康オタクのOL。

### 秘書課
杉田美園（すぎた みその）
演 - 戸田菜穂
秘書課のリーダー的存在。千夏とは同期入社でありライバル。
持論は「女の価値は男の総資産額で決まる」。
水落聡美（みずおち さとみ）
演 - 北原一咲
吉田瞳（よしだ ひとみ）
演 - 田辺綾子
香川茜（かがわ あかね）
演 - 小林瑞希

#### FINAL - FOREVER
島倉若菜（しまくら わかな）
演 - 北川弘美
中山皐月（なかやま さつき）
演 - 星野有香
上村麗香（かみむら れいか）
演 - 滝沢沙織

### 警備課
神谷真太郎（かみや しんたろう）
演 - 沢村一樹
2つの大学を卒業した後、大学院で経済学を専攻。大学院修了後満帆商事に入社し海外事業部に配属される。

### 重役
早坂光宗（はやさか みつむね）
演 - 久保晶
代表取締役社長。
川崎専務（かわさき せんむ）
演 - 山崎満
専務。
鹿島安義（かしま やすよし）
演 - 須永慶
常務。
前川進（まえかわ すすむ）
演 - 升毅
「ジョージ&スミス社」代表取締役社長。満帆商事を吸収合併させ、早坂から社長職を譲り受け、後任の代表取締役社長となる。

### 人事部
寺崎寅男（てらさき とらお）
演 - 高橋克実
人事部長。
野々村課長（ののむら かちょう）
演 - 伊藤俊人
人事部課長で寺崎の腰巾着。

#### 第4シリーズ
星野ケンジ（ほしの ケンジ）
演 - 安田顕
人事部長。
下落合耕一（しもおちあい こういち）
演 - 鈴木浩介
星野の部下でゴマをすりつつ共に行動している。ただし自分勝手な星野に多少とも嫌悪感を持ち、星野との関係は必ずしも良好なわけではない。

### 海外事業部
右京友弘（うきょう ともひろ）
演 - 石黒賢
大財閥・「右京財団」の御曹司という超エリート。女子社員の憧れの的。東京大学法学部、ニューヨーク市立大学大学院センター卒業。東銀座出身。
三田村英二（みたむら えいじ）
演 - 相島一之
妻子あり。佳奈の虜になり、佳奈の意見に従ってしまうが、佳奈以外のショムニの面々には冷たい。
岡野玄蔵（おかの けんぞう）
演 - 正名僕蔵
仕事はダメで役に立たない存在で、おやつに目が無い食いしん坊。ボウリングはプロ並の腕を持つほど上手い。
円谷平吉（つぶらや へいきち）
演 - 市川勇
海外事業部長。一男一女あり。

#### 第1シリーズ - スペシャル第2弾
秋本譲（あきもと ゆずる）
演 - 橋爪浩一
小堺啓介（こさかい けいすけ）
演 - 衣笠友章

#### FINAL - FOREVER
中村誠（なかむら まこと）
演 - 櫻庭博道

#### 第4シリーズ
左門大介（さもん だいすけ）
演 - 三浦翔平
海外事業部を盛り上げるべく頑張る若手のエリートイケメン。満帆商事の恋人にしたいランキングでは4年連続トップ。
三次章治（みよし しょうじ）
演 - 小松和重
波田雄二（はだ ゆうじ）
演 - 隈部洋平
増口秀樹（ますぐち ひでき）
演 - 難波圭一
海外事業部長。バツイチ。

### 経営企画室
壇上みき（だんじょう みき）
演 - 片瀬那奈
経営企画室室長。
三田茜（みた あかね）
演 - 泉里香
柏木アオバ（かしわぎ アオバ）
演 - 高田有紗
恩田ゆず（おんだ ゆず）
演 - 東野佑美

### その他
屋台の親父
演 - 赤星昇一郎
千夏たち行きつけの屋台の親父。
速水君（はやみくん）
演 - 工藤阿須加
シロクマ急便配達員。

## 受賞と評価
- 第1シリーズ（1998年）
  - 第17回ザテレビジョンドラマアカデミー賞
    - 最優秀作品賞
    - 主演女優賞（江角マキコ）
    - 脚本賞（高橋留美､橋本裕志）
    - 監督賞（鈴木雅之､土方政人､平野眞､徳市敏之）
    - キャスティング賞
- 第1話の終了後､「おもしろい」という声が口コミで広がり、堂々の作品賞に。
- 「女の価値は男の数で決まる」など『千夏語録』が豪快だった江角マキコは、読者票・審査員票・記者票全てで1位を獲得し、主演女優賞に。
- 脚本の高橋留美・橋本裕志は､キャラクターを巧みにアレンジし、笑いと説得力を絶妙に共存させた点が評価された。
- 監督の鈴木雅之・土方政人・平野眞・徳市敏之は、極端な表情の特大アップなどが物語を強力に楽しませたとし、評価された。
- 役柄の徹底的なデフォルメや、原作にないオリジナルストーリーのアレンジの巧みさなど、働く視聴者のストレスを発散させるコメディとしての徹底が評価された[2]。

## スタッフ
- 原作 - 安田弘之『ショムニ』（講談社「モーニング」連載 / メディアファクトリー）
- 脚本 - 高橋留美（第1・2シリーズ・スペシャル第1・2弾）、橋本裕志（第1・2・3シリーズ・スペシャル第3弾）、十川誠志（第2・3シリーズ）、福島三郎（第2・3シリーズ）、成田良美（第3シリーズ）、丑尾健太郎（第4シリーズ）、大浦光太（第4シリーズ）、北川亜矢子（第4シリーズ）、森ハヤシ（第4シリーズ）
- 音楽 - 大島ミチル
- 音楽プロデューサー - 伊藤圭一
- 演出 - 鈴木雅之（第1・2・3・4シリーズ・スペシャル第2弾）、土方政人（第1・2・3シリーズ・スペシャル第1・3弾）、平野眞（第1・2・3シリーズ）、徳市敏之（第1・2・3シリーズ）、村上正典（第3シリーズ）、小林義則（第4シリーズ）、佐藤源太（第4シリーズ）
- 編成企画 - 石井浩二、清水一幸（共に第4シリーズ）
- 協力 - 砧スタジオ
- ロケ協力 - 住友ケミカルエンジニアリング
- プロデューサー - 船津浩一（第1・2・3シリーズ・スペシャル第1・2・3弾）、小林裕幸（第2シリーズ・スペシャル第2弾）、宮本理江子（第3シリーズ・スペシャル第3弾）、中村百合子（第3シリーズ）、岩田祐二（第4シリーズ）
- 制作 - フジテレビ
- 制作著作 - 共同テレビ

## 音楽
- 主題歌
  - 第1シリーズ - IZAM with ASTRAL LOVE「素直なままで」
  - 第2シリーズ - SURFACE「ゴーイングmy上へ」
  - 第3シリーズ - THE ALFEE「太陽は沈まない」
  - 第4シリーズ - Serena「ピンクの弾丸」[3]
- オープニングテーマ
  - 第1シリーズ - SURFACE「それじゃあバイバイ」※クレジットでは挿入歌
  - 第3シリーズ - Wish*「ISM」
オープニングを担当したWish*のギタリストは後にgirl next doorのメンバーとなる井上裕治である。
  - スペシャル第3弾 - Wish*「ISM」
  - 第4シリーズ - 「MAIN THEME-THE GREAT WOMEN-」
- エンディングテーマ
  - 第2シリーズ - 江角マキコ「ONE WAY DRIVE」
  - スペシャル第3弾 - 「MAIN THEME-THE GREAT WOMEN-」

## 放送日程

### 第1シリーズ（1998年）
- 放送期間：1998年4月15日 - 7月1日
- 放送時間：水曜22:00 - 22:54。ただし、最終回は22:35 - 23:59（84分に拡大。野球中継延長のため、当初予定より35分繰り下げ）。

| 各話                                                           | 放送日        | サブタイトル        | 脚本     | 演出     | 視聴率 |
| -------------------------------------------------------------- | ------------- | ------------------- | -------- | -------- | ------ |
| 第1話                                                          | 1998年4月15日 | 女の墓場庶務二課    | 高橋留美 | 鈴木雅之 | 18.8%  |
| 第2話                                                          | 4月22日       | 今夜はラブラブ接待  | 橋本裕志 | 鈴木雅之 | 19.4%  |
| 第3話                                                          | 4月29日       | アミダで!? リストラ | 高橋留美 | 土方政人 | 21.4%  |
| 第4話                                                          | 5月06日       | 愛と肝臓の再検査!!  | 橋本裕志 | 平野眞   | 18.8%  |
| 第5話                                                          | 5月13日       | ご懐妊だが父親不明  | 高橋留美 | 土方政人 | 19.1%  |
| 第6話                                                          | 5月20日       | 今夜はHに全員喪服   | 橋本裕志 | 平野眞   | 19.1%  |
| 第7話                                                          | 5月27日       | OLの花道寿退社!!    | 高橋留美 | 土方政人 | 24.0%  |
| 第8話                                                          | 6月03日       | 命がけ!! の社内恋愛 | 橋本裕志 | 平野眞   | 18.4%  |
| 第9話                                                          | 6月10日       | 女子採用はコネのみ  | 高橋留美 | 土方政人 | 23.2%  |
| 第10話                                                         | 6月17日       | 社運をかけた見合い  | 橋本裕志 | 徳市敏之 | 23.0%  |
| 第11話                                                         | 6月24日       | 逆セクハラ総攻撃    | 高橋留美 | 平野眞   | 24.7%  |
| 最終話                                                         | 7月01日       | やっぱり倒産!!      | 高橋留美 | 土方政人 | 28.5%  |
| 平均視聴率 21.8%（視聴率はビデオリサーチ調べ、関東地区・世帯） |               |                     |          |          |        |

### ショムニスペシャル第1弾（1998年）
- 放送時間：水曜21:00 - 22:54

| 放送日        | サブタイトル | 脚本     | 演出     | 視聴率 |
| ------------- | --- | -------- | -------- | ------ |
| 1998年10月7日 | ショムニスペシャル 社員旅行で結ばれたカップルは一年以内に結婚!? ショムニ最大の敵「満帆奥様会」登場で一生に一度の恋も前途多難… | 高橋留美 | 土方政人 | 24.6%  |

### ショムニスペシャル第2弾「新春ドラマスペシャル」（2000年）
- 放送時間：日曜21:04 - 23:30
- 例年は1月2日の夜9時枠をKTVの制作・1月3日の夜9時枠をCXの制作となっていたが、この年は1月2日の夜9時枠をCXの制作・1月3日の夜9時枠をKTVの制作と従来と異なり制作枠を逆転して編成された。ストーリー内容は当時、世間をにぎわしていた「Y2K問題」（2000年問題）に絡んでの騒動である。また、この作品に出演した橋爪浩一は、1999年にアメリカでバイク事故で急死したため、事実上この作品が遺作となった。また、ごく僅かながらも1999年12月31日に放送された『LOVE LOVE 2000』の1999年から2000年へのカウントダウンシーンもテレビ画面で放送された。

- なお『FNNニュース』を挟んだ直後の23:45 - 0:45には、千夏役の江角マキコが司会を務めた『江角マキコの恋愛の科学』の復活版が放送されたため、江角は3時間半もメイン出演する事が出来た。

| 放送日       | サブタイトル | 脚本     | 演出     | 視聴率 |
| ------------ | --- | -------- | -------- | ------ |
| 2000年1月2日 | ショムニ 2000年の幕開けにリストラ課長が誘拐!? 開運温泉旅行をかけ企業テロVS最低OL達の闘いが始まる…あのショムニが遂に復活!! | 高橋留美 | 鈴木雅之 | 20.1%  |

### 第2シリーズ（2000年）
- 放送期間：2000年4月12日 - 6月28日
- 放送時間：水曜21:00 - 21:54。ただし、最終回は21:00 - 22:14。（74分に拡大）
- キャッチコピーは「女のいきおいが、日本のいきおいだ。」

| 各話                                                           | 放送日        | サブタイトル           | 脚本     | 演出     | 視聴率 |
| -------------------------------------------------------------- | ------------- | ---------------------- | -------- | -------- | ------ |
| 第1話                                                          | 2000年4月12日 | 復活!!                 | 高橋留美 | 鈴木雅之 | 20.7%  |
| 第2話                                                          | 4月19日       | 男の磨き方教えます     | 橋本裕志 | 鈴木雅之 | 19.8%  |
| 第3話                                                          | 4月26日       | 出来る女の切り札は     | 橋本裕志 | 土方政人 | 18.8%  |
| 第4話                                                          | 5月03日       | お局OLの恋愛力!?       | 高橋留美 | 土方政人 | 18.2%  |
| 第5話                                                          | 5月10日       | （秘）社内恋愛のススメ | 橋本裕志 | 徳市敏之 | 19.0%  |
| 第6話                                                          | 5月17日       | 千夏、秘書になる!?     | 十川誠志 | 平野眞   | 22.2%  |
| 第7話                                                          | 5月24日       | 会社でダイエット!?     | 十川誠志 | 土方政人 | 20.3%  |
| 第8話                                                          | 5月31日       | 千夏、マジで怒る!!     | 福島三郎 | 平野眞   | 19.4%  |
| 第9話                                                          | 6月07日       | ノーと言える会社員     | 橋本裕志 | 鈴木雅之 | 20.6%  |
| 第10話                                                         | 6月14日       | ダメOLが辞める時       | 十川誠志 | 土方政人 | 19.5%  |
| 第11話                                                         | 6月21日       | 休日出勤は命がけ!?     | 福島三郎 | 平野眞   | 20.7%  |
| 最終話                                                         | 6月28日       | サヨナラ仲間達!?       | 橋本裕志 | 鈴木雅之 | 24.3%  |
| 平均視聴率 20.4%（視聴率はビデオリサーチ調べ、関東地区・世帯） |               |                        |          |          |        |

### 第3シリーズ「ショムニFINAL」（2002年）
- 放送期間：2002年7月3日 - 9月18日
- 放送時間：水曜21:00 - 21:54。初回と最終回は15分拡大で21:00 - 22:09。
- このシリーズは、前2シリーズの春クール期とは違い夏クール期に放送された。しかし、クランクイン数日前の5月24日に伊藤俊人が急逝するという訃報に見舞われ、本シリーズの放送及び制作がどうなるかが注目されたが、6月中旬頃に制作が再開された。そして、伊藤の死後最初の放送となった7月3日では、彼の追悼のために捧げられる回となり、エンディング後に追悼のテロップを表示した。

| 各話                                                           | 放送日        | サブタイトル       | 脚本     | 演出     | 視聴率 |
| -------------------------------------------------------------- | ------------- | ------------------ | -------- | -------- | ------ |
| 第1話                                                          | 2002年7月03日 | 千夏が寿退社!?     | 橋本裕志 | 鈴木雅之 | 23.1%  |
| 第2話                                                          | 7月10日       | 新社長に玉の輿!?   | 橋本裕志 | 鈴木雅之 | 19.0%  |
| 第3話                                                          | 7月17日       | 昔の女にご用心!    | 十川誠志 | 村上正典 | 18.7%  |
| 第4話                                                          | 7月24日       | 夢か男か梅の初恋   | 成田良美 | 平野眞   | 15.1%  |
| 第5話                                                          | 7月31日       | 満帆査定ボウル!?   | 橋本裕志 | 平野眞   | 15.6%  |
| 第6話                                                          | 8月07日       | VSフクニ歌合戦!?   | 橋本裕志 | 村上正典 | 14.1%  |
| 第7話                                                          | 8月14日       | 遂に美園が寿退社!? | 十川誠志 | 土方政人 | 17.2%  |
| 第8話                                                          | 8月21日       | エステで夫婦円満   | 成田良美 | 平野眞   | 15.1%  |
| 第9話                                                          | 8月28日       | OLデカの迷推理     | 橋本裕志 | 村上正典 | 14.3%  |
| 第10話                                                         | 9月04日       | 女の価値は男の数   | 福島三郎 | 徳市敏之 | 14.9%  |
| 第11話                                                         | 9月11日       | モテる男の大失態   | 成田良美 | 村上正典 | 11.6%  |
| 最終話                                                         | 9月18日       | 解散!! 庶務二課    | 橋本裕志 | 土方政人 | 16.5%  |
| 平均視聴率 16.4%（視聴率はビデオリサーチ調べ、関東地区・世帯） |               |                    |          |          |        |

### ショムニスペシャル第3弾「ショムニFOREVER」（2003年）
- 放送時間：水曜21:04 - 23:30
- なお、後日談として、放送終了後の1月下旬頃に江角マキコと本シリーズの演出を務めたディレクターの平野眞が結婚することが発表された。

| 放送日       | サブタイトル                                                                       | 脚本     | 演出     | 視聴率 |
| ------------ | ---------------------------------------------------------------------------------- | -------- | -------- | ------ |
| 2003年1月1日 | 今夜ついに完結千夏を襲う絶体絶命の危機・女のプライドを賭けたショムニ最後のおつとめ | 橋本裕志 | 土方政人 | 14.2%  |

### 第4シリーズ「ショムニ2013」（2013年）
- 放送期間：2013年7月10日 - 9月18日[注 4]
- 放送時間：水曜22:00 - 22:54。初回・第2話・第4話は15分拡大で22:00 - 23:09。
- キャッチコピーは「男は、組織を作る。女は、時代を作る。」

| 各話                                                           | 放送日        | サブタイトル                                         | 脚本       | 演出     | 視聴率 |
| -------------------------------------------------------------- | ------------- | ---------------------------------------------------- | ---------- | -------- | ------ |
| 第1話                                                          | 2013年7月10日 | 復活! 10年ぶりの庶務二課で最強女子坪井千夏が会社斬り | 丑尾健太郎 | 鈴木雅之 | 18.3%  |
| 第2話                                                          | 7月17日       | 恋バナいじりで大騒動早くも仲間割れ                   | 大浦光太   | 鈴木雅之 | 13.8%  |
| 第3話                                                          | 7月24日       | 心がポッキリ! あなたの悩み治します                   | 大浦光太   | 小林義則 | 09.9%  |
| 第4話                                                          | 8月07日       | 今夜は卓球合コン! イマドキ草食斬り                   | 北川亜矢子 | 佐藤源太 | 11.7%  |
| 第5話                                                          | 8月14日       | 隠し子発覚! 社内ギャンブル全員クビ                   | 丑尾健太郎 | 小林義則 | 09.3%  |
| 第6話                                                          | 8月21日       | 新メンバー空気を読めない男が大暴走                   | 森ハヤシ   | 鈴木雅之 | 11.3%  |
| 第7話                                                          | 8月28日       | 就職難女子 コネ学生に社内危機一髪                    | 大浦光太   | 小林義則 | 08.8%  |
| 第8話                                                          | 9月04日       | 号泣…元カノ現れ、花嫁姿にサヨナラ                    | 丑尾健太郎 | 佐藤源太 | 08.7%  |
| 第9話                                                          | 9月11日       | 容疑者千夏? コスプレ事件に会社危機                   | 森ハヤシ   | 小林義則 | 08.9%  |
| 最終話                                                         | 9月18日       | 千夏さよなら…どうなる? 庶務二課                      | 森ハヤシ   | 鈴木雅之 | 07.8%  |
| 平均視聴率 11.1%（視聴率はビデオリサーチ調べ、関東地区・世帯） |               |                                                      |            |          |        |

## 関連商品

### ホームメディア
『ショムニFOREVER』までは全作品VHS化されているが、スペシャル2はDVD化されていない。ショムニ第1シリーズとスペシャル1はボックスセットとして2011年1月19日にDVD化された。
- ショムニ（第1シリーズ） 【全4巻・Vol.1 - 4】
- ショムニスペシャル（スペシャル1）
- ショムニ新春スペシャル（スペシャル2）
- ショムニ（第2シリーズ） 【全4巻・Vol.5 - 8】
- ショムニFINAL（第3シリーズ）【全6巻・Vol.1 - 6】
- ショムニFOREVER
- ショムニ2013（第4シリーズ）

すべてポニーキャニオンより販売。

### オリジナルサウンドトラック
- ショムニ・オリジナルサウンドトラック（マーキュリーミュージックエンタテインメント）
- ショムニ・オリジナルサウンドトラック Vol.2（ポニーキャニオン）
- ショムニFINAL オリジナルサウンドトラック（EMIミュージック・ジャパン）
- ショムニ2013 オリジナルサウンドトラック （ポニーキャニオン）

### その他
- 小説ショムニ（講談社、第1シリーズの物語を小説化したもの）
- 江角マキコ「ONE WAY DRIVE」（ポニーキャニオン）